# Deutsche Bläserphilharmonie
Die Deutsche Bläserphilharmonie ist ein überregionales deutsches sinfonisches Blasorchester. Das Orchester setzt sich aus etwa sechzig professionellen Orchestermusikern, Musiklehrern und Musikstudenten sowie engagierten Laien aus dem gesamten Bundesgebiet zusammen. Zum Repertoire zählen Originalkompositionen für großes Blasorchester, sowie Bearbeitungen sinfonischer Musik für diese Besetzung, größtenteils Werke aus Großbritannien, den Niederlanden, den USA und aus Deutschland.

## Geschichte
Die Idee zur Gründung der Deutschen Bläserphilharmonie wurde Anfang der neunziger Jahre in der Zusammenarbeit der beiden Dirigenten Michael Kummer und David Gilson mit Eckhard Braun, dem Gründer der Eifeler Musiktage, mit ihren musikalischen Fortbildungskursen geboren. Man wollte den vielen hoch qualifizierten Bläsern und Schlagzeugern in den Akademien ein Forum auf professionellem Niveau weit über die Lehrgangsorchester hinaus bieten. Das Ensemble konstituierte sich im Januar 1992. Seither wurden jedes Jahr regelmäßige, intensive Arbeitsphasen initiiert, in denen das Saisonprogramm einstudiert und in mehreren Konzerten aufgeführt wurde. 
Aus den erarbeiteten Kompositionen entstanden 1998 und 2001 in Studioaufnahmen die ersten CDs »collage« und »mirror« sowie die CD »live« mit Konzertmitschnitten aus den Jahren 1999 bis 2003. Auf Einladung des internationalen Musikverlages De Haske wurden im Herbst 2004 »Between the Two Rivers« und im Frühjahr 2005 »windscapes« zwei weitere CDs mit aktuellen Kompositionen eingespielt. Zu den Höhepunkten zählen die Auftritte mit dem Euphonium-Solisten Stephen Mead, Gastspiele in Metz und Luxembourg, und insbesondere das gemeinsame Konzertieren mit dem Klarinettisten Giora Feidman im Gewandhaus zu Leipzig.
2005 wurde die Deutsche Bläserphilharmonie bei ihrer ersten Teilnahme am World Music Contest in Kerkrade in der höchsten Kategorie mit der Gold-Medaille ausgezeichnet. 2007 erreichte die DBP bei den Dutch Open Championships (Mini-WMC) den 2. Platz in der Konzert-Division.
1995 übernahm der Verein Eifeler Musiktage e.V. die Trägerschaft, seit 2001 wird das Orchester vom Förderverein Deutsche Bläserphilharmonie getragen.

Der Komponist Philip Sparke sagt über das Orchester:
„... I must write to thank you and the band for such a great recording session. I was SO impressed with the quality of playing and the attitude of the players. The band is unique, I think. Please pass my thanks on to them once more and I hope we can do it again ...“
Dirigenten waren von 1992 bis 2003 Michael Kummer und David Gilson, 2003 übernahm Walter Ratzek die Leitung.

## Diskografie
CD
- Collage, 1998
- Eifeler Musiktage, 1999
- Mirror, 2001
- Live, 2004
- Between the Two Rivers, 2004
- The Pioneers, 2004
- Windscapes, 2005
- Music of the Spheres, 2005
- Dragon Fight, 2006
- Brass Virtuosi, 2007
- Saturnalia, 2007
- Albion Heritage, 2008

DVD
- Live WMC Kerkrade, 2005